# Denys Mołczanow
Denys Mołczanow (ukr. Денис Петрович Молчанов; ur. 16 maja 1987 w Kiszyniowie) – ukraiński tenisista, reprezentant kraju w Pucharze Davisa.

## Kariera tenisowa
Zawodowym tenisistą Mołczanow jest od 2005 roku. Swoją najwyższą pozycję w rankingu singlowym ATP osiągnął 5 stycznia 2015 roku – zajął w nim wtedy 169. pozycję, z kolei najwyżej sklasyfikowany w rankingu deblowym ATP został 22 lipca 2019 roku – udało mu się dotrzeć do 63. miejsca. Dodatkowo reprezentował Ukrainę w Pucharze Davisa.
Jest zwycięzcą jednego turnieju o randze ATP Tour w grze podwójnej z dwóch rozegranych finałów.
W lutym 2015 roku musiał zmierzyć się z zarzutami ustawiania meczów po tym, gdy na jaw wyszły podejrzane postępowania w zakładach bukmacherskich i popełnianie dziwnych błędów podczas meczu z Agustínem Velottim.

### Finały w turniejach ATP Tour
| Legenda                                      |
| -------------------------------------------- |
| Wielki Szlem                                 |
| Igrzyska olimpijskie                         |
| Tennis Masters Cup / ATP Finals              |
| ATP Masters Series / ATP Tour Masters 1000   |
| ATP International Series Gold / ATP Tour 500 |
| ATP International Series / ATP Tour 250      |

#### Gra podwójna (1–1)
| Końcowy wynik | Nr | Data           | Turniej  | Nawierzchnia  | Partner        | Przeciwnicy                         | Wynik finału   |
| ------------- | -- | -------------- | -------- | ------------- | -------------- | ----------------------------------- | -------------- |
| Finalista     | 1. | 29 lipca 2018  | Gstaad   | Ceglana       | Igor Zelenay   | Matteo Berrettini Daniele Bracciali | 6:7(2), 6:7(5) |
| Zwycięzca     | 1. | 20 lutego 2022 | Marsylia | Twarda (hala) | Andriej Rublow | Raven Klaasen Ben McLachlan         | 4:6, 7:5, 10–7 |